# 曹和平 (1956年)
曹和平（1956年1月—），男，山西平顺人，中华人民共和国企业家，长春欧亚集团股份有限公司董事长、党委书记。2018年被评为改革开放40年百名杰出民营企业家。